# 小行星8719
小行星8719（英語：8719 Vesmir）是一颗围绕太阳公转的小行星。1995年11月11日，克列特在克列特发现了此天体。
这颗小行星的绝对星等为109.82942等。